# Ochotona roylei
Il pica di Royle (Ochotona roylei Ogilby, 1839) è un mammifero lagomorfo della famiglia degli Ocotonidi.

## Distribuzione
Con due sottospecie (Ochotona roylei nepalensis ed Ochotona roylei roylei), vive sull'altopiano del Tibet, in Nepal, Kashmir, in Myanmar settentrionale e nelle provincie cinesi del Sichuan e dello Yunnan. Predilige le aree rocciose in cui i grossi massi formano ampie cavità sotterranee: si adatta a vivere anche in aree ricoperte di foresta ed addirittura a costruire i propri nidi nei muri a secco costruiti dall'uomo.

## Descrizione

### Dimensioni
Misura al massimo 20 cm, per un peso di 250 g.

### Aspetto
Il pelo, lungo e setoso, presenta colore grigiastro dorsalmente e biancastro ventralmente durante l'inverno, mentre d'estate compaiono sfumature rossastre su testa, spalle e torso.

Nel complesso, la specie rassomiglia molto alla congenere Ochotona macrotis, rispetto alla quale possiede orecchie di dimensioni minori: pur vivendo grosso modo nelle stesse zone, vive tuttavia a quote inferiori.

## Biologia
Si tratta di animali diurni, in particolare sono più attivi all'alba ed al tramonto, mentre durante le ore centrali della giornata cercano rifugio nelle proprie tane. Rispetto ad altre specie di pica sono meno rumorosi, tuttavia sono perfettamente in grado di fischiare in caso di pericolo o di invasione del proprio territorio da parte di estranei: durante i fischi, emessi solitamente da individui di pattuglia su luoghi sopraelevati, come grosse rocce, l'animale muove la testa ed il tronco in avanti ed all'indietro. Dagli stessi luoghi di vedetta, gli animali approfittano dei momenti di quiete per fare lunghi bagni di sole al mattino.

Pur non andando in letargo durante l'inverno, questa specie non si cura di accumulare provviste per far fronte ai periodi di magra, ed è perciò costretta a scavare tunnel sotto la neve alla ricerca di erbe o materiale vegetale di sorta.

### Alimentazione
Si tratta di animali erbivori e di poche pretese, nel senso che si nutrono di qualsiasi materiale vegetale riescano a trovare nei pressi della propria tana: questi animali, infatti, raramente vanno a più di tre metri dalla propria abitazione, poiché ciò li rende assai vulnerabili nei confronti di eventuali predatori.

### Riproduzione
Questi animali si riproducono fra la primavera e l'estate, con la femmina che partorisce in media due volte l'anno: la gestazione dura un mese, al termine del quale vengono dati alla luce una media di tre cuccioli, in un nido costruito apposta dalle femmine con erbe secche e lana di pecora o di yack. Questi ultimi vengono svezzati attorno alle tre settimane di vita e sia i maschi che le femmine raggiungono la maturità sessuale attorno agli otto mesi.